# Citroën C5 Aircross
Citroën C5 Aircross este un SUV crossover compact comercializat de producătorul francez de automobile Citroën de la sfârșitul anului 2017. A început ca conceptul Citroën Aircross, care a fost prezentat la Salonul Auto de la Shanghai din 2015. Versiunea de serie a fost prezentată oficial pentru piața chineză la Salonul Auto de la Shanghai din 2017.